# Кім У Бін
Кім У Бін (кор. 김우빈, нар. 16 липня 1989, Сеул, Республіка Корея) — південнокорейський актор та модель. Його акторський дебют відбувся у телесеріалі «Біле різдво» (2011). Згодом він привернув увагу у «Гідність джентльмена» (2012), і набув популярності після ролей у серіалах «Школа 2013» (2012-2013) та «Спадкоємці» (2013).
У травні 2017 року у Кім У Біна діагностували злоякісну пухлину носоглотки. Він взяв перерву на лікування. А у 2022 році повернувся на екрани, знявшись у серіалах «Наш Блюз» (2022) та «Лицар у чорному» (2023).

## Біографія
Кім Хьон Джун народився 16 липня 1989 року в столиці Республіки Корея місті Сеул. У 2008 році він розпочав свою кар'єру в якості моделі. Пізніше, знімаючись в рекламних роліках він зацікавився акторським мистецтвом. Взявши сценічне ім'я Кім У Бін, у 2011 році він дебютував на телеекранах зігравши другорядну роль в містичному серіалі «Біле різдво». У наступному році він зіграв свою першу невелику роль в кіно.
Проривним в акторській кар'єрі У Біна став 2013 рік в якому він зіграв головні ролі в двох популярних серіалах, і фільмі. На початку року він разом зі своїм найкращим другом Лі Чон Соком знявся в підлітковій драмі «Школа 2013», в якій вдало зіграв старшокласника зі складною долею який був змушений відмовитися від своєї мрії. Ця роль принесла йому першу акторську нагороду. Восени того ж року вийшов на екрани серіал «Спадкоємці», в якому він зіграв багатія спадкоємця готельного бізнесу. Серіал став популярним не тільки в Кореї а й в багатьох інших країнах, закріпив зірковий статус У Біна на батьківщині та зробив його впізнаваним за межами Кореї. А у листопаді відбулася прем'єра гостросюжетного фільму «Друг: Велика спадщина», в якому він зіграв одну з головних ролей.
У 2014 році У Бін зіграв головну роль в фільмі-пограбуванні «Шахраї». У 2016 році він зіграв головну роль в мелодраматичному серіалі «Нестримно закохані», рейтинг якого в Кореї не був високим але серіал став популярним в азійських країнах, зокрема в Китаї.

### Проблеми зі здоров'ям
У травні 2017 року у Кім У Біна діагностували злоякісну пухлину носоглотки (Nasopharynx cancer), агентство актора повідомило що він був змушений припинити зйомки в новому фільмі у зв'язку з проходженням терапії. У грудні того ж року актор повідомив що пройшов декілька курсів хімії та радіотерапії і сподівається що подолав хворобу. Через захворювання У Бін був звільнений від проходження обов'язкової військової служби.

### Повернення на екрани
У 2022 році Кім У Бін нарешті повернувся на екрани, виконавши роль молодого капітана риболовецького судна Пак Чон Джуна у драмі-новелі «Наш Блюз». Драма «Наш Блюз» розказує історії взаємовідносин декількох персонажів, життя яких повʼязані з островом Чеджу. Хтось живе там з народження, хтось повернувся після довгої відсутності. Всі вони невольно стають частиною звичайних буднів одне одного, зі своїми переживаннями, таємницями, інтересами і бажаннями. Драма виходить на корейські екрани з 9 квітня 2022 року, трансляція по суботам і неділям.

## Фільмографія

### Телевізійні серіали
| Рік  | Назва                                 | Роль                           | Мережа  |
| ---- | ------------------------------------- | ------------------------------ | ------- |
| 2011 | «Біле різдво»                         | Кан Мі Рю                      | KBS2    |
| 2011 | «Фабріка Купідона» (спеціальна драма) | Рой                            | KBS2    |
| 2011 | «Ідол - вампір»                       | У Бін                          | MBN     |
| 2012 | «Гідність джентльмена»                | Кім Дон Хьоп                   | SBS     |
| 2012 | «Тобі красивому»                      | Джон Кім (гість, серії 9 — 11) | SBS     |
| 2012 | «Школа 2013»                          | Пак Хьон Су                    | KBS2    |
| 2013 | «Спадкоємці»                          | Чхве Йон До                    | SBS     |
| 2016 | «Нестримно закохані»                  | Сін Чун Йон                    | KBS2    |
| 2022 | «Наш Блюз»                            | Пак Чон Джун                   | tvN     |
| 2023 | «Лицар у чорному»                     | 5-8                            | Netflix |

### Фільми
| Рік  | Назва                   | Роль        |
| ---- | ----------------------- | ----------- |
| 2012 | «Коп на подіумі»        | камео       |
| 2013 | «Друг: Велика спадщина» | Хан Сон Хун |
| 2014 | «Шахраї»                | Чі Хьок     |
| 2015 | «Двадцять»              | Чхі Хо      |
| 2016 | «Майстер»               | Пак Чон Гун |
| 2022 | «Алієноїд»              | охоронець   |

## Нагороди
| Рік  | Нагорода                                                  | Категорія                                               | Робота                  | Результат | Прим.  |
| ---- | --------------------------------------------------------- | ------------------------------------------------------- | ----------------------- | --------- | ------ |
| 2013 | 8-й Азійський модельний фестиваль                         | Нова зірка                                              | Н/Д                     | Перемога  | [ 14 ] |
| 2013 | 49-та Премія мистецтв Пексан                              | Кращий новий актор телебачення                          | «Школа 2013»            | Номінація | [ 15 ] |
| 2013 | 7-ма Премія вибір Mnet 20's                               | 20-ка висхідних зірок (чоловіки)                        | «Школа 2013»            | Номінація | [ 16 ] |
| 2013 | 6-та Премія корейської драми                              | Кращий новий актор                                      | «Школа 2013»            | Номінація |        |
| 2013 | 2-га Премія «Зірок МААТР»                                 | Кращий новий актор                                      | «Школа 2013»            | Перемога  | [ 17 ] |
| 2013 | Премія драми китайського ТБ                               | Популярний іноземний актор                              | «Спадкоємці»            | Перемога  | [ 18 ] |
| 2013 | 21-ша Премія SBS драма                                    | Топ-10 зірок                                            | «Спадкоємці»            | Перемога  | [ 19 ] |
| 2014 | 9-й Азійський модельний фестиваль                         | Зірка азії                                              | Н/Д                     | Перемога  | [ 20 ] |
| 2014 | 9-та Премія Max Movie                                     | Кращий новий актор                                      | «Друг: Велика спадщина» | Номінація |        |
| 2014 | 50-та Премія мистецтв Пексан                              | Кращий новий кіноактор                                  | «Друг: Велика спадщина» | Номінація |        |
| 2014 | 2-га Телепремія Азійська веселка                          | Кращий актор другого плану                              | «Спадкоємці»            | Номінація |        |
| 2014 | 18-й Пучхонський міжнародний фестиваль фантастичного кіно | Нагорода Фантазія                                       | Н/Д                     | Перемога  | [ 21 ] |
| 2014 | 9-та Сеульська міжнародна премія драми                    | Вибір людей                                             | «Спадкоємці»            | Номінація |        |
| 2014 | 7-ма Премія корейської драми                              | Нагорода за майстерність (актор)                        | «Спадкоємці»            | Номінація | [ 22 ] |
| 2014 | 7-ма Премія Ікона стилю                                   | Топ-10 ікон стилю                                       | Н/Д                     | Номінація |        |
| 2014 | 3-тя Премія «Зірок МААТР»                                 | Нагорода за майстерність (актор мінісеріалу)            | «Спадкоємці»            | Номінація | [ 23 ] |
| 2014 | 51-ша Кінопремія Великий дзвін                            | Нагорода за популярність                                | «Друг: Велика спадщина» | Перемога  | [ 24 ] |
| 2014 | 35-та Кінопремія Блакитний дракон                         | Кращий новий актор                                      | «Друг: Велика спадщина» | Номінація | [ 25 ] |
| 2014 | 35-та Кінопремія Блакитний дракон                         | Популярна зірка                                         | «Друг: Велика спадщина» | Перемога  | [ 26 ] |
| 2015 | 10-та Премія Max Movie                                    | Кращий актор                                            | «Шахраї»                | Номінація |        |
| 2015 | Премія корейської гільдії кіноакторів                     | Нагорода за популярність                                | «Двадцять»              | Перемога  | [ 27 ] |
| 2015 | 24-та Кінопремія Буїль                                    | Кращий новий актор                                      | «Двадцять»              | Номінація |        |
| 2015 | 30-та Премія Korea Best Dresser Swan                      | Найкраще вбрання                                        | Н/Д                     | Перемога  |        |
| 2015 | 1-ша Премія Fashionista                                   | Найкраще вдягнений чоловік                              | Н/Д                     | Номінація |        |
| 2016 | InStyle Star Icon                                         | Найстильніший актор                                     | Н/Д                     | Номінація |        |
| 2016 | 5-та Премія «Зірок МААТР»                                 | Нагорода за майстерність (актор мінісеріалу)            | «Нестримно закохані»    | Номінація |        |
| 2016 | Премія Корейської асоціації рекламодавців                 | Краща модель                                            | Н/Д                     | Перемога  | [ 28 ] |
| 2016 | 30-та Премія KBS драма                                    | Нагорода за майстерність (актор середньотривалої драми) | «Нестримно закохані»    | Номінація |        |
| 2016 | 30-та Премія KBS драма                                    | Краща пара (разом з Пе Сюзі)                            | «Нестримно закохані»    | Номінація |        |
| 2016 | 30-та Премія KBS драма                                    | Netizen нагорода (актор)                                | «Нестримно закохані»    | Номінація |        |
| 2016 | 2-га Премія Fashionista                                   | Найкраще вдягнений чоловік                              | Н/Д                     | Номінація |        |